# 1000°

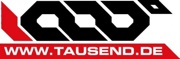
Logo 1000°-Magazin

Das 1000°-Magazin war in den 1990er Jahren ein Print-Clubguide für die Elektronische Tanzmusik in Ostdeutschland und trat mit dem Anspruch an, ein netzwerkender Infopool für die deutschsprachige Clubszene zu sein. Der Kalenderteil stellte die Veranstaltungen in diesem Bereich dar. Clubmusik-Interessierte konnten sich über neue Musikströmungen und Club-Entwicklungen informieren.

## Geschichte
Die erste Ausgabe erschien im August 1995 im Verlag von Mark Busse unter der Chefredaktion von André Quaas. Monatlich wurden ca. 26.000 Exemplare durch Werbung finanziert und auf Veranstaltungen, in Clubs und Plattenläden an die Leser frei verteilt.
Seit 1996 existierte neben dem Magazin der Online-Clubguide.
Die Print-Ausgaben erschienen bis zum Jahr 2001.

## Magazin-Partnerschaften
Redaktions-, Distributions- und Werbe-Partnerschaften existierten mit den Magazinen Flyer, Partysan, TenDance und Kreuzer.